# SN 2007li
SN 2007li – supernowa typu Ia odkryta 22 września 2007 roku w galaktyce A011304-0032. W momencie odkrycia miała maksymalną jasność 21,40m.